# 德天铁路
德天铁路，是四川省德阳市境内的宝成铁路的一条准轨支线。起自宝成铁路德阳站，经绵竹市、汉旺镇至天池乡。
1958年，成都市为了解决煤炭，在川西北龙门山脉中段的绵竹县汉旺镇筹建了年产40万吨的天池煤矿，并突击修建了运煤铁路——德天铁路。1959年因洪水导致路基被毁，至1960年德天铁路实际只修到汉旺站。铁路建成后，隶属于天池煤矿的德天铁路管理处。   
沿途设扬嘉站（7千米）、孝泉站（16千米）、绵竹站（28千米）、汉旺站（41千米）。天池煤矿一号井的煤炭，以及二、三号井通过索道运下来的煤在卸军门集煤站，用窄轨轻便铁路火车运到汉旺站的高站台换装到准轨车皮中外运。 